# Astictoneura agrostis
Astictoneura agrostis är en tvåvingeart som först beskrevs av Osten Sacken 1862.  Astictoneura agrostis ingår i släktet Astictoneura och familjen gallmyggor. Inga underarter finns listade i Catalogue of Life.